# Батлер (округ, Небраска)
Батлер (англ. Butler County) — округ в штате Небраска, США. Административный центр округа — город Дейвид-Сити. По данным переписи за 2010 год число жителей округа составляло 8395 человек.
В системе автомобильных номеров Небраски округ Батлер имеет префикс 25.

## География
По данным Бюро переписи населения США округ Батлер имеет общую площадь в 1531 квадратных километра, из которых 1515 кв. километра занимает земля и 15 кв. километра — вода. Площадь водных ресурсов округа составляет 1,0 % от всей его площади.

### Транспорт
Через округ проходят:
- US 81 (англ. U.S. Route 81).
- Дорога 15 штата Небраска[англ.].
- Дорога 64 штата Небраска[англ.].
- Дорога 66 штата Небраска[англ.].
- Дорога 92 штата Небраска[англ.]

## История
Первая попытка освоить территорию округа была предпринята в 1847 году, когда построили дом на берегу Скалл-Крик. Существует две версии происхождения названия округа. Согласно первой он был назван в честь Уильяма Орландо Батлера, согласно другой - Дэвида Батлера, губернатора штата. Границы округа были определены в 1856 году, официально создан в 1868 году.

## Население
| Год переписи | Нас.  |  | %±      |
| ------------ | ----- |  | ------- |
| 1860         | 27    |  | —       |
| 1870         | 1290  |  | 4677,8% |
| 1880         | 9194  |  | 612,7%  |
| 1890         | 15454 |  | 68,1%   |
| 1900         | 15703 |  | 1,6%    |
| 1910         | 15403 |  | −1,9%   |
| 1920         | 14606 |  | −5,2%   |
| 1930         | 14410 |  | −1,3%   |
| 1940         | 13106 |  | −9%     |
| 1950         | 11432 |  | −12,8%  |
| 1960         | 10312 |  | −9,8%   |
| 1970         | 9461  |  | −8,3%   |
| 1980         | 9330  |  | −1,4%   |
| 1990         | 8601  |  | −7,8%   |
| 2000         | 8767  |  | 1,9%    |
| 2010         | 8395  |  | −4,2%   |
| 2016         | 8052  |  | −4,1%   |

В 2010 году на территории округа проживало 8395 человек (из них 50,2 % мужчин и 49,8 % женщин), насчитывалось 3391 домашнее хозяйство и 2322 семей. Расовый состав: белые — 97,6 %, афроамериканцы — 0,3 %, коренные американцы — 0,1 % и представители двух и более рас — 0,7 %. 34,4 % населения имели чешское происхождение, 37,6 % — немецкое, 10,3 % — ирландское.
Население округа по возрастному диапазону по данным переписи 2010 года распределилось следующим образом: 24,8 % — жители младше 18 лет, 2,5 % — между 18 и 21 годами, 53,6 % — от 21 до 65 лет и 19,1 % — в возрасте 65 лет и старше. Средний возраст населения — 44,3 лет. На каждые 100 женщин в Батлере приходилось 100,6 мужчин, при этом на 100 совершеннолетних женщин приходилось уже 99,5 мужчины сопоставимого возраста.
Из 3391 домашнего хозяйства 68,5 % представляли собой семьи: 57,8 % совместно проживающих супружеских пар (21,8 % с детьми младше 18 лет); 7,1 % — женщины, проживающие без мужей и 3,6 % — мужчины, проживающие без жён. 31,5 % не имели семьи. В среднем домашнее хозяйство ведут 2,42 человека, а средний размер семьи — 2,96 человека. В одиночестве проживали 27,3 % населения, 12,4 % составляли одинокие пожилые люди (старше 65 лет).

## Экономика
В 2016 году из 6553 трудоспособных жителей старше 16 лет имели работу 4197 человек. В 2014 году медианный доход на семью оценивался в 63 090 $, на домашнее хозяйство — в 51 166 $. Доход на душу населения — 28 045 $. 5,6 % от всего числа семей в Батлере и 8,7 % от всей численности населения находилось на момент переписи за чертой бедности.